# Aimé Ohr
Aimé Ohr (Velsen, 23 april 1909 - Middellandse Zee, 13 november 1942) was een officier in de Nederlandse Koninklijke Marine, preciezer gezegd officier  der Eerste Klasse van de Marinestoomvaartdienst. De Koninklijke Marine maakte indertijd nog onderscheid tussen de zeeofficieren en de officieren die verantwoordelijk waren voor techniek en voortstuwing.

## Tweede Wereldoorlog
Ohr diende onder andere bij de Onderzeedienst waar hij zich in de Tweede Wereldoorlog zozeer heeft onderscheiden tijdens acties in de Middellandse Zee dat hij bij Koninklijk Besluit van 21 januari 1942 werd onderscheiden met het Bronzen Kruis.
Na dienst op de onderzeeboot Hr. Ms. O 21 als hoofd machinekamer werd hij in september 1942 in dezelfde functie aangesteld op de torpedobootjager Hr. Ms. Isaac Sweers. Hij kwam om toen dat schip door de Duitse onderzeeboot U-431 op de Middellandse Zee tot zinken werd gebracht.

## Onderscheidingen
Aimé Ohrs loopbaan bij De Koninklijke Marine bracht meerdere, in een aantal gevallen postume, onderscheidingen op:
- het Bronzen Kruis
- het Oorlogsherinneringskruis met drie gespen
- het Onderscheidingsteken voor Langdurige Dienst als officier met het getal XX
- een hoge Britse onderscheiding, een vermelding in een dagorder (Mention in despatches) van het Verenigd Koninkrijk in 1941.